# Heterocheilidae
De Heterocheilidae zijn een familie uit de orde van de tweevleugeligen (Diptera), onderorde vliegen (Brachycera). Wereldwijd omvat deze familie zo'n 1 geslacht en 2 soorten.

## Taxonomie
- Geslacht Heterocheila
  - Heterocheila buccata
  - Heterocheila hannai